# Daliyetemishi
Daliyetemishi, född okänt år, död 1368, var en kinesisk kejsarinna, gift med Irinjibal khan. 
Hon var kejsarinna i bara två månader innan maken avled. Hon fick inga barn. 